# محمد علي الموسوي
السيد محمد علي الموسوي متقي هو رجل دين شيعي، ومعارض ديني وسياسي لإيران. اخطتف من قبل عناصر حزب الله في يوم ثلاثاء (15.12.2015) الموافق ليوم الثالث من ربيع الأول لسنة 1437 للهجرة واخيرا تم سجنه في سجن إيفين الايرانية لمدة خمسة سنين ونصف.

## حياته
عاش مع وزجته وأطفاله الثلاثة، وعمل في قطاع الزخرفة الإسلامية، وحاول اللجوء إلى إحدى البلاد الأوربية بسبب المضايقات التي تعرض لها.

## نشاطه
ظهر السيد محمد علي الموسوي على قناة فدك الفضائية كمعارض ديني وسياسي للجمهورية الإسلامية الإيرانية، واُستضيف في برنامج «نصف قرن من الأكاذيب» مع المذيع فائز الجبوري، والذي كان برنامجا ينتقد بعض التصرفات التي قام بها قائد الانقلاب السيد الخميني بعد استلامه للحكومة.

## اختطافه
تعرض لحادثة اختطاف في محل إقامته (بيروت) في الضاحية الجنوبية يوم الثلاثاء في الثالث من شهر ربيع الأول 1437 هـ الموافق 15/12/2015 من قبل عناصر حزب الله.